# Station Czechowizna
Station Czechowizna is een spoorwegstation in de Poolse plaats Czechowizna.